# Ranrapalca
De Ranrapalca (van Quechua Ranrapallqa) is een 6.162 meter hoge berg in Peru, die deel uitmaakt van de bergketen Cordillera Blanca in de Andes, in de Vallei Quebrada Ishinca.

## Klimroutes
- Noordoost kant (normaalroute) - D
- Northface - D+